# Trechispora microspora
Trechispora farinacea (P. Karst.) Liberta – gatunek grzybów z rzędu Trechisporales.

## Systematyka i nazewnictwo
Pozycja w klasyfikacji według Index Fungorum: Trechispora, Hydnodontaceae, Trechisporales, Incertae sedis, Agaricomycetes, Agaricomycotina, Basidiomycota, Fungi.
Takson ten po raz pierwszy opisał w 1889 r. Petter Adolf Karsten, nadając mu nazwę Grandinia microspora. Obecną nazwę nadała Anthony E. Liberta w 1966 r.
Synonimy:
- Athelia microspora (P. Karst.) Gilb. 1974
- Cristella microspora (P. Karst.) Parmasto 1965
- Grandinia microspora P. Karst. 1889
- Phlebiella microspora (P. Karst.) Bondartsev & Singer 1953

## Morfologia
Owocnik
Kortycjoidalny, rozpostarty, rozproszony, miękki i kruchy, cienki, zawsze błonkowaty i luźno połączony z podłożem. Hymenofor gładki do drobnoziarnistego lub żyłkowany z krótkimi, niskimi krawędziami, w młodszych częściach pajęczynowaty i złożony z delikatnej warstwy drobnych, płodnych strzępek, zawsze silnie porowaty. Barwa od białej poprzez szarobiałą do ochrowej, w starszych partiach często z ciemnymi ochrowymi plamami. Brzeg biały, przerzedzony, często z promieniującymi matami strzępkowymi.
Cechy mikroskopowe
System strzępkowy monomityczny, wszystkie strzępki cienkościenne i ze sprzążkami. W subikulum częste sznury przebiegające nad otaczającym je podłożem, z prostymi (1–)1,5–2(–3,5) µm szerokości, zespalającymi się strzępkami z licznymi ampułkowatymi przegrodami o szerokości do 8 µm, mocno inkrustowanymi. Subikulum tworzy cienką warstwę strzępek rosnących równolegle do podłoża, przeważnie o szerokości 2,5–3 µm, inkrustacja zwykle mniej obfita. Subhymenium zbudowane ze strzępek krótkokomórkowych, rozgałęziającychsię mniej więcej pod kątem prostym od strzępek podskórnych, często napęczniałych, o kształcie trójkątnym lub nieregularnym, zwykle o szerokości 3–5 µm, ale czasami osiągających 8 µm. Podstawki mniej lub bardziej cylindryczne, często lekko zwężające się ku podstawie, głównie 10–12 × 4–4,5 µm, z czterema smukłymi i wyraźnie zakrzywionymi sterygmami o długości około 3 µm, ze sprzążkami bazalnymi. Bazydiospory kuliste, zwężające się ku podstawie, przechodzące w łezkowatee lub prawie małżowinowe, brodawkowate z niskimi brodawkami na zaokrąglonej części, ale zwykle wolne od guzków w pobliżu wyrostka wnęki (3,7–)4 × 3–3,5 µm łącznie z brodawkami i hilum, słabo do umiarkowanie cyjanofilne. Kryształy lancetowate.

## Występowanie i siedlisko
Występuje na wszystkich kontynentach poza Antarktydą. W. Polsce jego stanowiska podano po raz pierwszy w 2015 r.
Nadrzewny grzyb saprotroficzny. Występuje we wszystkich rodzajach drewna i na różnych podłożach, częściej jednak w lasach iglastych.